# Дрю Берримор (порноактриса)
Дрю Берримор (нем. Dru Berrymore; наст. имя — Николь Хильбиг (нем. Nicole Hilbig)) (род. 11 августа 1969, Восточный Берлин) — немецкая порноактриса
 и фотомодель.

## Биография
Родилась 11 августа 1969 года в Восточном Берлине. Признания на порносцене Дрю добилась во многом благодаря её внешнему сходству с американской актрисой Дрю Бэрримор, что и определило выбор псевдонима. Наиболее известна по участию в жёстких и грубых порнофильмах, с непременным наличием сцен анального секса. Отличительной особенностью Дрю является неприлично-похотливая ухмылка при совершении полового акта и сопутствующих ему действий.
Выход Дрю на порносцену связан с позированием обнажённой для различных европейских журналов. В 1989 году Дрю перебирается в Нью-Йорк и начинает сниматься в фетиш-порнофильмах студии Bizarre. Немного поработав в этой сфере, Дрю знакомится с Брюсом Севеном и начинает сниматься в его порнофильмах, содержащих элементы бондажа и фемдома. В 2008 году пропала с экранов.
В августе 2000 года вышла замуж за порноактера Рафаэля Спечта (Rafe). В декабре 2003-го они развелись.

## Награды
Фестиваль в Брюсселе 1999 года — Лучшая немецкая актриса
- 2004 AVN Award — Best Supporting Actress — Heart of Darkness[2]
- 2004 AVN Award — Best Group Sex Scene — Looking In[2]
- 2004 AVN Award — Best All-Girl Sex Scene — Snakeskin[2]